# Rodney Bishop
Rodney Bishop (London, 1966. december 19. –) brit rapper és táncos. Az olasz Cappella nevű duó tagja.

## Élete
Bishop London egyik kerületében, Lambeth-ben született. Tinédzserkorában klasszikus és jazz-táncot, valamint afrikai táncot tanult. 20 éves korában Londonba költözött, ahol hosszú ideig táncosként dolgozott, majd a Positive Gang nevű együttes tagja lett. 
Első csapata a Positive Gang volt, melynek 1992-ig volt tagja. 1993 és 1997 között az olasz Cappella nevű eurodance duó rappere lett, mely világhírűvé tette őt. A dalaik több slágerlistára is felkerültek, különösen az U Got 2 Let The Music című dal, melyet Kelly Overett-tel vittek sikerre. 
A Cappellából való távozása után egyéni karrierbe kezdett, de nem sikerült az áttörés. Csupán pár kislemeze jelent meg, azonban ezek nem voltak sikeresek. Bishop ma Londonban él, és dolgozik.

## Diszkográfia

### Postivive Gang
- Sweet Freedom (1992)[3]

### Cappella
- U Got 2 Let The Music (1993)
- Move On Baby (1994)
- Move It Up (1994)
- Don't Be Proud (1995)
- Tell Me The Way (1995)

### Szóló énekesként
- Keep On Dancing (Let´s Go)
- Party Go On
- Lift Me Up (1996)
- Sline On You (1999)